# Ключевая (приток Берёзовой)
Ключевая (Каменка) — река в Кемеровской области России, течёт по территории Топкинского района.
Устье реки находится на высоте 161 м над уровнем моря в 11 км по левому берегу реки Березовая. Длина реки составляет 13 км.

## Данные водного реестра
По данным государственного водного реестра России относится к Верхнеобскому бассейновому округу, водохозяйственный участок реки — Иня, речной подбассейн реки — бассейны притоков (Верхней) Оби до впадения Томи. Речной бассейн реки — (Верхняя) Обь до впадения Иртыша.
Код водного объекта в государственном водном реестре — 13010200612115200006148.